# Pomacea scalaris
Pomacea scalaris és una espècie de mol·lusc gastròpode d'aigua dolça de la família Ampullaridae originària del nord de Sud-amèrica. A la Unió Europea el transport, comerç i tinença d'aquesta espècie invasora són prohibits.

## Descripció
La conquilla gran, subtrígona, angulosa és de color verd olivaci a bru, sovint amb fines línies espirals fosques. L'obertura és oval, gran i truncada per dalt. L'espira és alta; voltes planes per dalt i una sutura obtusa i un caire perifèric. L'espira té unes escales molt pronunciades, el que va inspirar el seu nom (scalaris és llatí per a escalar, d'escala). Els ous són compactes, de mida mitjana i de color rosat-salmó, posats damunt el nivell de l'aigua en raïms de 20 a 550 unitats. Els cargols són herbívors.

## Distribució
És originària del sud de l'Amazònia i a la conca del Paranà.